# Dream5~5th Anniversary~싱글 컬렉션
《Dream5~5th Anniversary~싱글 컬렉션》(드림 파이브 피프스 애니버서리 싱글 컬렉션, 일본어: Dream5〜5th Anniversary〜シングルコレクション 도리무파이브 피프스아니바사리 싱그루 코레쿠숀[*])은 2015년 2월 11일에 에이벡스 트랙스에서 발매된 Dream5의 첫 베스트 음반 이다.

## 개요
- 데부곡인 〈I don't obey~우리의 프라이드~〉부터 〈딴단 두비 두바!〉까지와 신곡 2곡의 총 17곡으로 구성되어있다.
- ‘CD+DVD반’과 ‘CD ONLY반’의 두 형태로 발매됐다. 또, 전국의 이토요카도 한정으로 이 앨범의 뮤직카드도 발매됐다. (수록내용은 CD ONLY반과 같음)

## Dream5 Tour 2015~싱글 컬렉션~
- 이 음반 발매에 힘입어 2015년 5월부터 6월에 걸쳐서 Dream5의 두 번째 단독 라이브 투어 《Dream5 Tour 2015~싱글 컬렉션~》의 개최가 발표됐다. 2014년에 투어를 한 도쿄/나고야/오사카에 덧붙여서, 새롭게 후쿠오카와 센다이에서의 개최가 결정됐다. 투어의 마지막은 5주년 라이브를 한 Zepp Divercity(TOKYO)에서 6월 20일에 행해지게 됨이 발표됐다. 또, 이번 투어에서 Dream5의 공식 어플에 의한 티켓 선행 예약이 진행됐다. 스케줄은 아래와 같다.
  - 2015년 5월 1일 (금) - 우메다 CLUB QUATTRO
  - 2015년 5월 2일 (토) - 나고야 CLUB QUATTRO ※주야 2회 공연
  - 2015년 5월 6일 (수, 축일) - 시부야 CLUB QUATTRO ※주야 2회 공연
  - 2015년 5월 16일 (토) - 후쿠오라 임즈홀
  - 2015년 6월 7일 (일) - 센다이 darwin
  - 2015년 6월 20일 (토) - Zepp DiverCity (TOKYO)

## 수록곡

### CD
1. I don't obey~우리의 프라이드~(don't obey〜僕らのプライド〜) [4:37]
  - 작사/작곡/편곡: m.c.A.T

첫 번째 싱글.
2. 우리들의 여름!!(僕らのナツ!!) [4:25]
  - 작사: 마에다 노부테루 / 작곡: 하루하타 미치야 / 편곡: 스즈키 다이치 히데유키

두 번째 싱글.
3. 사랑의 다이얼 6700(恋のダイヤル6700) [3:01]
  - 작사: 아쿠 유 / 작곡: 이노우에 타다오 / 편곡: 모리오 타카시

3번째 싱글.
4. Like & Peace! [3:38]
  - 작사: leonn / 작곡: y@suo ohtani / 편곡: 히비노 히로후미

네 번째 싱글.
5. 반짝반짝 Every day(キラキラ Every day) [4:02]
  - 작사: leonn / 작곡: 마츠다 준이치 / 편곡: 히비노 히로후미

다섯 번째 싱글.
6. I★my★me★mine [4:01]
  - 작사: leonn / 작곡: 마츠다 준이치 / 편곡: 히비노 히로후미

여섯 번째 싱글. 〈I★my★me★mine/EZ DO DANCE〉의 첫 번째 트랙.
7. READY GO!! [4:09]
  - 작사: 쿠와타니 미사, leonn / 작곡: 쿠와타니 미사 / 편곡: 와타나베 토루

7번째 싱글. 〈READY GO!!/Wake Me Up!〉의 첫 번째 트랙.
8. 셰키메키!(シェキメキ!) [4:23]
  - 작사: leonn / 작곡: 와타나베 토루 / 편곡: 와타나베 토루, 시미즈 타케히토

여덟 번째 싱글.
9. COME ON! [4:35]
  - 작사: leonn, 쿠와타니 미사 / 작곡: 쿠와타니 미사 / 편곡: ats-

아홉 번째 싱글. 〈COME ON!/도레미파소라이로〉의 첫 번째 트랙,
10. Hop! Step! 댄스↑↑(Hop! Step! ダンス↑↑)  [4:32]
  - 작사: leonn / 작곡: 히비노 히로후미 / 편곡: 와타나베 토루

열 번째 싱글.
11. We are Dreamer [4:18]
  - 작사: Jam9 / 작곡: ArmySlick, Jam9 / 편곡: ArmySlick

열한 번째 싱글.
12. Break Out [4:05]
  - 작사: marker / 작곡: SiZK, Moi / 편곡: SiZK

열두 번째 싱글. 〈Break Out/요괴체조 1번〉의 첫 번째 트랙.
13. 요괴체조 1번(ようかい体操第一) [4:02]
  - 작사: 럭키 이케다, 타카기 타카시 / 작곡: 키쿠야 토모키 / 편곡: 히비노 히로후미

열두 번째 싱글. 〈Break Out/요괴체조 1번〉의 두 번째 트랙.
14. 해피데이(ハッピーデー)(시게모토 코토리 솔로) [4:17]
  - 작사: 모리키 캬스 / 작곡: 오미시 카츠미

12번째 싱글.〈Break Out/요괴체조 1번〉의 세 번째 트랙.
15. 딴단 두비 두바!(ダン・ダン ドゥビ・ズバー!)(Dream5+빌리 대장) [4:55]
  - 작사:motsu, 타카기 타카시 / 작곡 · 편곡: 키쿠야 토모키

열세 번째 싱글.
16. Our Days [4:31]
  - 작사: PRINCE.YK / 작곡: NA.ZU.NA, PRINCE.YK / 편곡: NA.ZU.NA

아킬레스 ‘순족 푸른하늘 족육 교실편’ CM송,
17. 스타트 라인(スタートライン) [4:19]
  - 작사: NA.ZU.NA, Mai Watarai / 작곡 · 편곡: NA.ZU.NA

아킬레스 ‘순족 발바닥편’ CM송.

### DVD
《Dream5 5th Anniversary LIVE 2014.11.09@Zepp DiverCity TOKYO》
1. I don't obey ~우리의 프라이드~
2. 우리들의 여름!!
3. We are Dreamer
4. 댄스 트랙 No6(ダンストラックNo6)
5. 해피 데이
6. 요괴체조 1번
7. 딴단 두비 두바!
8. Our Days
9. 여행의 길(タビダチノウタ)
10. EZ DO DANCE
11. Break Out
12. COME ON!
13. READY GO!!
14. Summer Rainbow
15. JUMPIN' TO THE SKY (ENCORE)
16. 셰키메키! (ENCORE)
17. I★my★me★mine (ENCORE)
18. 춘하추동(シュンカシュウトウ) (ENCORE)

특전영상
1. Dream5 5th Anniversary LIVE 메이킹 영상